# Przelew (hydrotechnika)

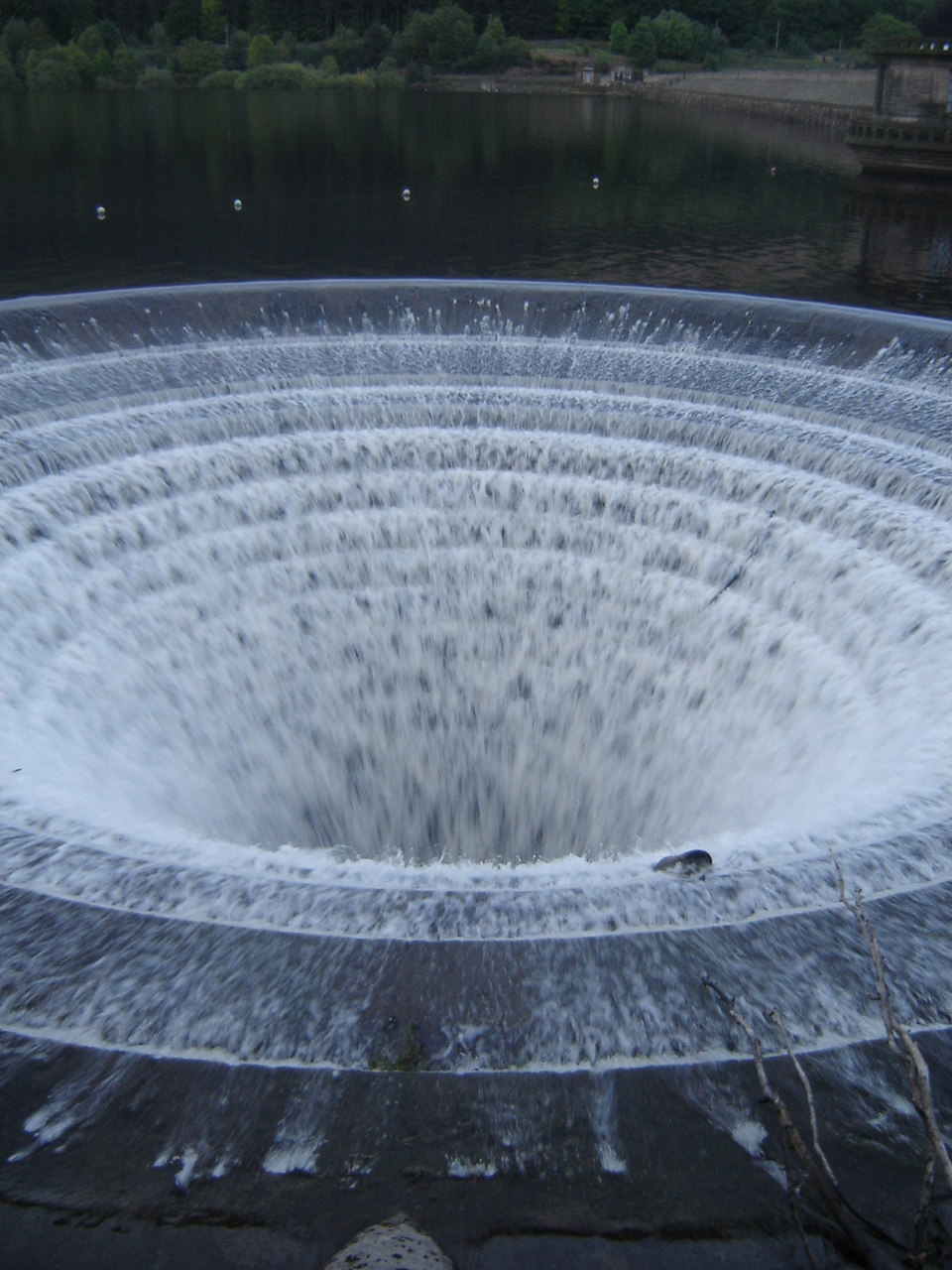
Zbiornik Ladybower w Anglii – przelew.

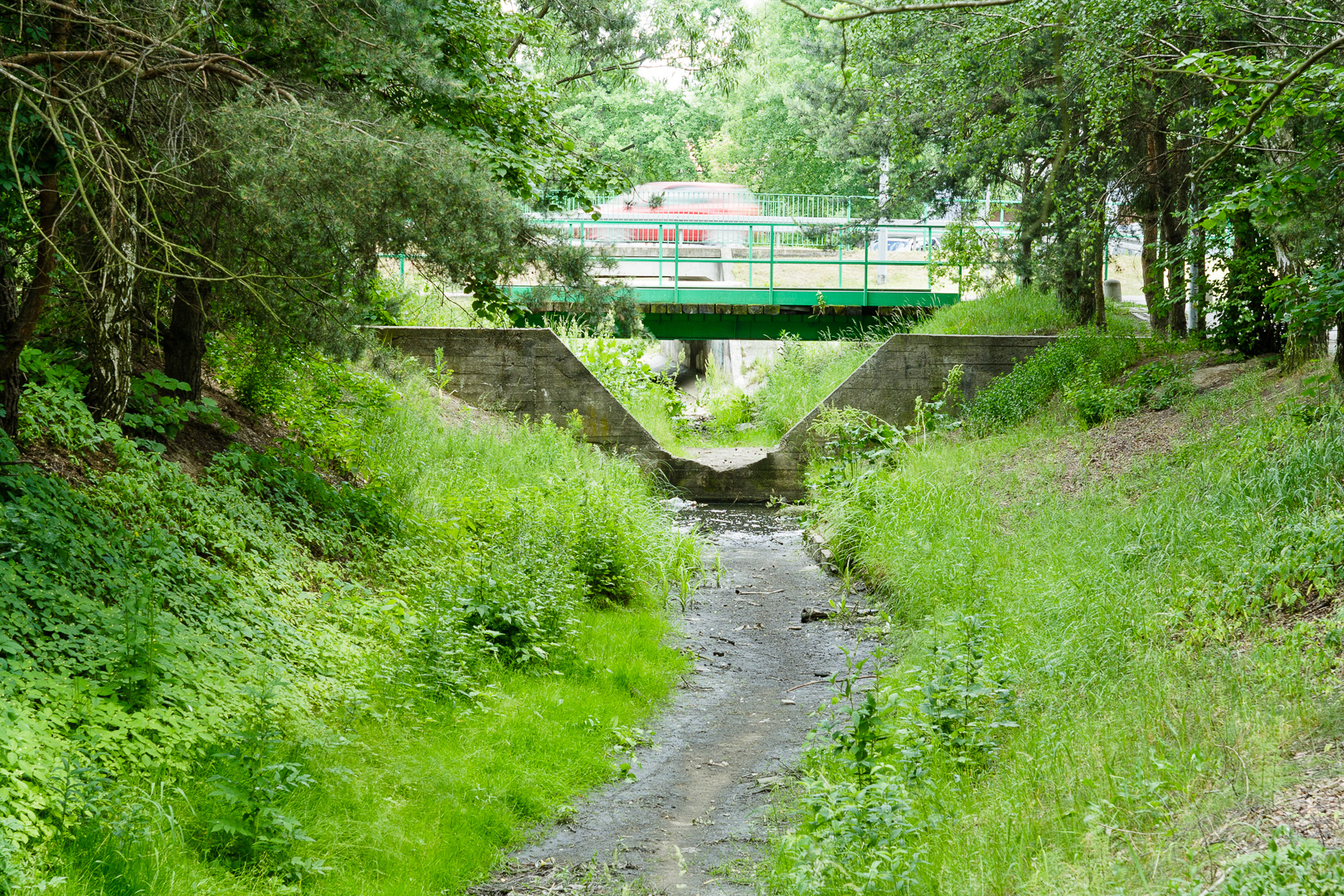
Kanał Wawerski – jaz stały z przelewem trapezowym w Starej Miłośnie w Warszawie.

Przelew – część przegrody na  strumieniu cieczy o zwierciadle swobodnym, przez którą przelewa się ciecz. Przelew stanowi zwykle część  obiektu hydrotechnicznego piętrzącego wodę (zapora, jaz) – urządzenie upustowe.
Podział:
- ze względu na kształt przekroju poprzecznego przelewu
  - o ostrej krawędzi
  - o kształtach praktycznych
  - o szerokiej koronie
- ze względu na usytuowanie przelewu w korycie
  - proste
  - ukośne
  - krzywoliniowe
  - boczne
  - łamane
- ze względu na wpływ  wody dolnej na warunki przepływu przez przelew
  - niezatopione (swobodne)
  - zatopione
- ze względu na kształt wycięcia
  -  trójkątne
  -  kołowe
  -  prostokątne
  -  trapezowe
  -  paraboliczne
- ze względu na wpływ kontrakcji bocznej
  - bez kontrakcji bocznej
  - z kontrakcją boczną